# Stefania scalae
Stefania scalae е вид земноводно от семейство Hemiphractidae.

## Разпространение
Видът е разпространен във Венецуела и Гвиана.